# Cryptanura mediostrigosa
Cryptanura mediostrigosa là một loài tò vò trong họ Ichneumonidae.